# Missulena

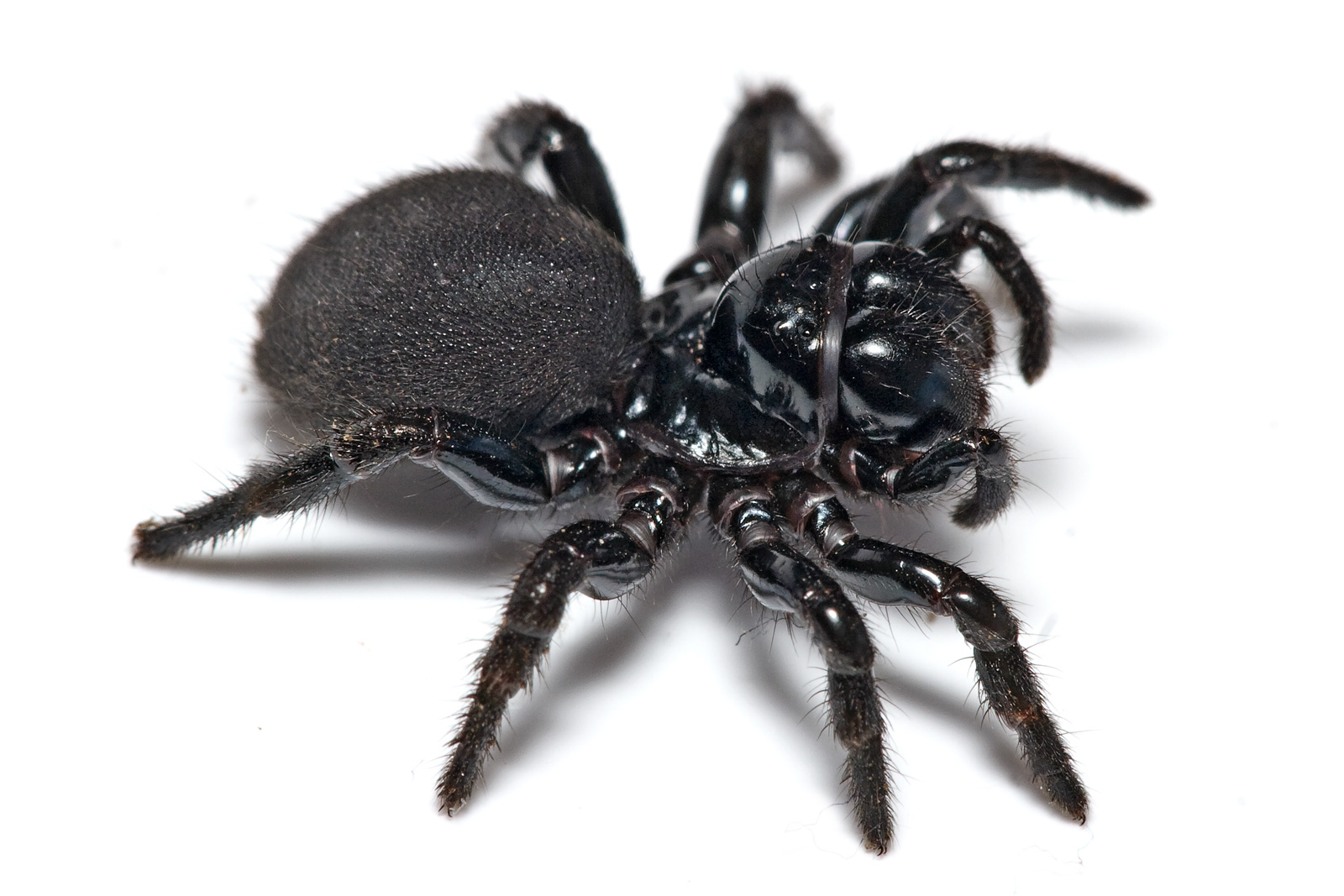
De Oosterse muisspin (M. bradleyi).

Missulena is een geslacht binnen de orde van de spinnen en de familie muisspinnen. De soorten zijn vrij gevaarlijk door het neurotoxisch gif. Er zijn 11 bekende soorten die allemaal voorkomen in Australië. Slechts een van hen, de M. tussulena, is endemisch in Chili.
De beet van een soort uit dit geslacht is erg gevaarlijk, alhoewel dodelijke slachtoffers erg zeldzaam zijn. Het enige middel tegen een beet is een onmiddellijke toediening van een tegengif.

## Beschrijving
Muisspinnen hebben een gemiddelde grootte ten opzichte van andere spinnen en bereiken een lengte van 1 tot 3 centimeter. De carpax is glanzend en de ogen zijn verspreid over de voorkant van de kop. De cheliceren (gifkaken) vallen erg op, omdat ze rond en groot zijn. Bij de mens kunnen ze lelijke open wonden veroorzaken. De spintepels, gesitueerd aan de punt van het abdomen, zijn vrij klein. De vrouwtjes zijn compleet zwart, de mannetjes zijn iets gekleurder, afhankelijk van de soort. De poten zijn zwart en erg gedrongen.

## Voedsel
Soorten uit dit geslacht eten voornamelijk insecten, waaronder wespen, en andere geleedpotigen zoals duizendpoten, maar ook andere spinnen, schorpioenen en zelfs buideldassen.

## Leefgebied
Deze spinnen leven allemaal in Australië, behalve één, die in Chili leeft. In Australië treft men de soorten in de verschillende territoria aan. Net zoals de valdeurspinnen leven deze spinnen ook in zelfgegraven holen, tot 30 cm diep, die worden afgesloten met een deksel. De vrouwtjes blijven meestal hun hele leven in hetzelfde hol wonen, de mannetjes veranderen regelmatig van hol.

## Soorten
Het geslacht kent de volgende soorten:
- Missulena bradleyi Rainbow, 1914
- Missulena dipsaca Faulder, 1995
- Missulena granulosa (O. P.-Cambridge, 1869)
- Missulena hoggi Womersley, 1943
- Missulena insignis (O. P.-Cambridge, 1877)
- Missulena occatoria Walckenaer, 1805
- Missulena pruinosa Levitt-Gregg, 1966
- Missulena reflexa Rainbow & Pulleine, 1918
- Missulena rutraspina Faulder, 1995
- Missulena torbayensis Main, 1996
- Missulena tussulena Goloboff, 1994